# Ciobănița - Osmancea
Ciobănița - Osmancea este o arie protejată (arie de protecție specială avifaunistică — SPA) din România întinsă pe o suprafață de 211,3 ha, integral pe uscat.

## Localizare
Situl se întinde pe teritoriul administrativ al comunei Mereni din județul Constanța. Centrul sitului Ciobănița - Osmancea este situat la coordonatele 44°00′56″N 28°17′58″E / 44.015461°N 28.299417°E.

## Înființare
Situl Ciobănița - Osmancea a fost declarat arie de protecție specială avifaunistică (ROSPA0151) în septembrie 2016 pentru a proteja 10 specii de animale.

## Biodiversitate
Situată în ecoregiunea de stepă, aria protejată nu include niciun habitat protejat.
La baza desemnării sitului se află 10 specii protejate de  păsări protejate la nivel european: fâsă de câmp (Anthus campestris), șorecar mare (Buteo rufinus), ciocârlie cu degete scurte (Calandrella brachydactyla), erete vânăt (Circus cyaneus), presură de grădină (Emberiza hortulana), șoim de iarnă (Falco columbarius), vânturel de seară (Falco vespertinus), sfrâncioc roșiatic (Lanius collurio), sfrânciocul cu frunte neagră (Lanius minor) și ciocârlie de bărăgan (Melanocorypha calandra).